# قافله (فیلم)
قافله فیلمی به کارگردانی و نویسندگی مجید جوانمرد ساختهٔ سال ۱۳۷۱ است.

## خلاصه داستان
در یک درگیری بین نیروهای انتظامی و قاچاقچیان یک افسر کشته می‌شود. سروان یوسف پیر بلوچ، پسر عموی مقتول برای رسیدگی به پرونده یک سرقت به بلوچستان منتقل می‌شود. او با کمک خانواده عمویش به مبارزه با اشرار می‌پردازد. در پی حوادثی که رخ می‌دهد خانواده اش از هم می‌پاشد و سرانجام مورد سرقت یک اسکلت پیش می‌آید و «پیر بلوچ» خود را به عنوان یکی از سردسته‌های قاچاقچیان جا می‌زند و سرانجام به محل اختفای «جلال» سر کرده قاچاقچیان که موجب قتل پسر عمویش نیز بوده است پی می‌برد و با یاری نیروی‌های انتظامی قاچاقچیان را گرفتار می‌کند.

## بازیگران
- جمشید هاشم‌پور در نقش سروان پیربلوچ
- حسن رضایی در راننده تریلی
- علی ثابت در نقش جلال
- کتایون ریاحی در نقش بلوطه
- منوچهر حامدی در نقش استوار خلیلی
- پرستو گلستانی در نقش آسیه
- شاهد احمدلو در نقش داشاب
- کاظم هژیرآزاد در نقش آروس
- نريمان شاداب در نقش ستوان پیربلوچ
- ناصر گیتی‌جاه در نقش ملاعباس
- رضا مرادیان در نقش ستوان
- رفيع مددكار در نقش پدر آسیه
- امیرحسین صدیق در نقش جوان شهری
- مختار سائقی در نقش پدر داشاب
- انوشيروان نعيمی در نقشمخبر
- محمود حاتمی در نقش تفنگچی
- محمود حاتمی در نقش تفنگچی
- رستمی در نقش تفنگچی
- حسين غيابی در نقش	تفنگچی
- رضوی در نقش تفنگچی
- محمدرضا رياحي در نقشتفنگچی
- كريم نشاط در نقش ساربان
- منصور فرنيا در نقش قاچاقچی
- الياس حسين ميرزايي در نقش	 قاچاقچی
- نسيم جوانمرد در نقش فروشنده پرنده